# NGC 2897
NGC 2897 (другие обозначения — NPM1G +02.0220, PGC 26949) — линзообразная галактика (S0) в созвездии Гидры. Открыта Альбертом Мартом в 1864 году.
PGC 135724 — оптический компаньон NGC 2897 — кольцеобразная галактика, центр которой точно совпадает с центром кольца. Лучевые скорости галактик отличаются на 600 км/с, но не исключено, что они сталкивались, что и привело к возникновению кольцеобразной галактики.
Этот объект входит в число перечисленных в оригинальной редакции «Нового общего каталога».